# Anna Henriette Gossler
Anna Henriette Gossler (Hamburgo, 7 de novembro de 1771 — Hamburgo, 2 de agosto de 1836) era banqueira, herdeira e socialite de Hamburgo.

## Biografia
Anna Henriette Gossler, que se chamava Henriette, era membro da família bancária hanseática Berenberg/Gossler, sem dúvida a família mais importante da então independente cidade-estado de Hamburgo, ao lado da família Amsinck relacionada. Era a filha mais velha dos banqueiros Johann Hinrich Gossler e Elisabeth Berenberg, proprietários do Berenberg Bank, fundado por sua família em 1590. Em 20 de maio de 1788, casou-se com o empregado de seu pai, Ludwig Erdwin Seyler, que imediatamente se tornou sócio do banco e permaneceu assim até sua morte, quase meio século depois. Após a morte de seu pai, em 1790, seu marido tornou-se chefe da empresa. Particularmente nos anos em torno das Guerras Napoleônicas, ela e o marido desempenharam papéis proeminentes na alta sociedade e política de Hamburgo, e o Berenberg Bank estava sediado em sua casa particular.
Ela era a irmã mais velha do senador de Hamburgo, Johann Heinrich Gossler, e tia do primeiro prefeito de Hamburgo (chefe de estado) Hermann Gossler. Seu sogro era o diretor de teatro Abel Seyler, o principal patrono do teatro alemão no final do século XVIII. Sua filha mais nova Henriette Seyler era casada com o industrial norueguês Benjamin Wegner.